# متحف الإسكندرية القومي
متحف الإسكندرية القومي هو أحد متاحف مدينة الإسكندرية في مصر. يحتوي المتحف على ما يزيد على 1800 قطعة أثرية تمثل معظم العصور التي مرت على المدينة التي تأسست في العام 332 ق.م. وعنوانه 110 طريق الحرية (شارع فؤاد سابقا).

## القصر
مبنى المتحف هو عبارة عن قصر سابق لأحد تجار الأخشاب الأثرياء في المدينة وهو "أسعد باسيلي"، الذي شيده على طراز المعمار الإيطالي. بيع القصر في عام 1954 لسفارة الأمريكية بمبلغ 53 ألف جنيه مصري، واشتراه المجلس الأعلى للآثار المصري بمبلغ 12 مليون جنيه مصري، الذي حوله بدوره إلى متحف قومي للمدينة. وقام الرئيس المصري حسني مبارك بافتتاحه في 1 سبتمبر 2003.

## معروضات
يحتوي المتحف على أكثر من 1800 قطعة أثرية تمثل جميع العصور التاريخية منذ الدولة القديمة وحتى العصر الحديث، مما يعكس حضارة مصر وثقافتها وفنونها وصناعاتها عبر هذه العصور المختلفة. كما يظهر المتحف وحدة التاريخ والشخصية المصرية من خلال المعروضات التي تسلط الضوء على المراحل المختلفة التي مرت بها مصر من أحداث تاريخية هامة.
تبدأ المعروضات بالخلفية الفرعونية باعتبارها أقدم الحضارات المصرية، تليها العصور البطلمية والرومانية والبيزنطية والإسلامية، وصولاً إلى العصر الحديث الذي يبدأ بحكم أسرة محمد علي باشا وينتهي بثورة 1952. تم جلب هذه القطع الأثرية من عدة متاحف مرموقة مثل المتحف المصري، المتحف الإسلامي، المتحف القبطي بالقاهرة، المتحف اليوناني الروماني، بالإضافة إلى آثار الغارقة في الإسكندرية.

### أهم محتويات المتحف
- تمثال يمثل الكاتب المصري ومجموعة من الأواني التي تم العثور عليها في هرم الملك زوسر.
- في عصر الدولة الوسطى، يعرض المتحف مجموعة من التماثيل التي تعكس تحول الفن من المثالية إلى الواقعية، مثل تمثال الملك أمنمحات الثالث.
- في عصر الدولة الحديثة، الذي يعتبر من أزهى العصور الفنية، جمع الفن بين الواقعية في مدرسة طيبة والمثالية في مدرسة منف، مما أفضى إلى قطع فنية رائعة مثل تمثال الملكة حتشبسوت، رأس الملك إخناتون، وتماثيل للملك تحتمس الثالث والإله آمون والملك رمسيس الثاني.
- في العصر المتأخر، يعرض المتحف مجموعة من التماثيل لملوك هذا العصر ونموذج لمقبرة تضم مومياء وتوابيت وتمائم مختلفة.

- القسم اليوناني الروماني: يحتوي هذا القسم على آثار من العصور الهلنستية واليونانية والرومانية.

- الآثار الغارقة: ينفرد المتحف بعرض قاعة خاصة للآثار الغارقة، التي تضم مجموعة رائعة من الآثار التي تم انتشالها من البحر، مثل تمثال من الجرانيت الأسود لإيزيس وتمثال لكاهن من كهنة إيزيس، بالإضافة إلى تماثيل وبورتريهات لبعض آلهة الإغريق، مثل تمثال فينوس وآثار أخرى، مع صور حية لعمليات انتشال الآثار.

- القسم القبطي: يعرض هذا القسم أدوات حياتية كانت تستخدم في العصور القبطية مثل الأدوات المعدنية من النحاس والفضة والبرونز، بالإضافة إلى مجموعة من الأيقونات الدينية مثل أيقونة السيد المسيح والعشاء الأخير، وأيضاً نسيج قبطي مزخرف بزخارف نباتية وحيوانية، وأواني فخارية كانت تستخدم في الحياة اليومية.

- العملة والأسلحة: يحتوي القسم أيضاً على قاعة للعملات التي تعود إلى عصور مختلفة، ومنها عملات تم العثور عليها تحت الماء في خليج أبي قير وعملات بيزنطية وإسلامية. كما يعرض مجموعة من الأسلحة الإسلامية، بالإضافة إلى المعادن والزجاج والخزف التي تعود لعصور إسلامية مختلفة.
- القسم الحديث: يشمل مجموعة من مقتنيات أسرة محمد علي من الفضة والذهب والمجوهرات التي كان يستخدمها الأمراء وملوك الأسرة العلوية.[3]

## تحول المتحف لقنصلية أمريكية
قامت الولايات المتحدة الأمريكية بشراء المتحف لتحويله الي مقر القنصلية الأمريكية بالإسكندرية في عام 1954 مقابل 53 ألف جنية مصري.

## صور

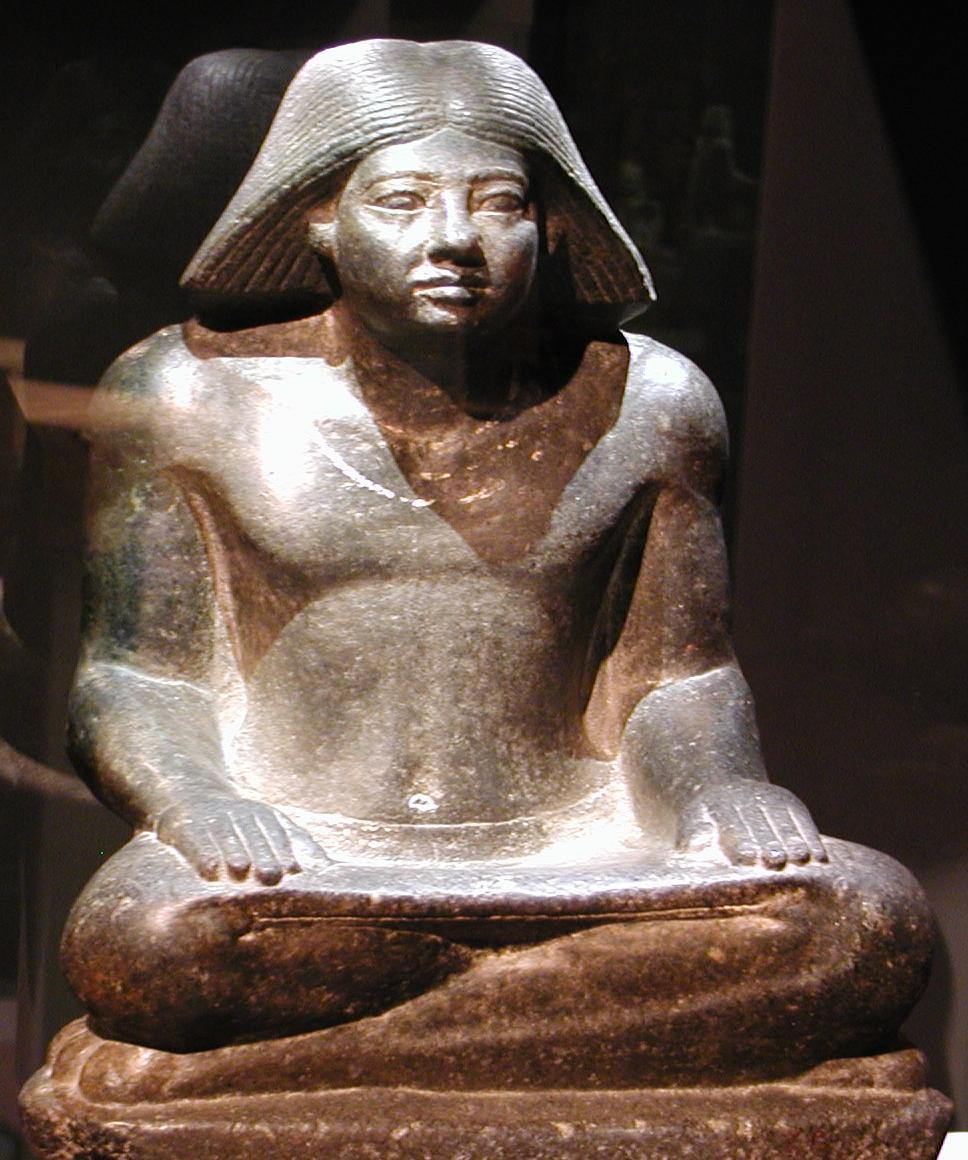
تمثال لكاتب من الجرانيت
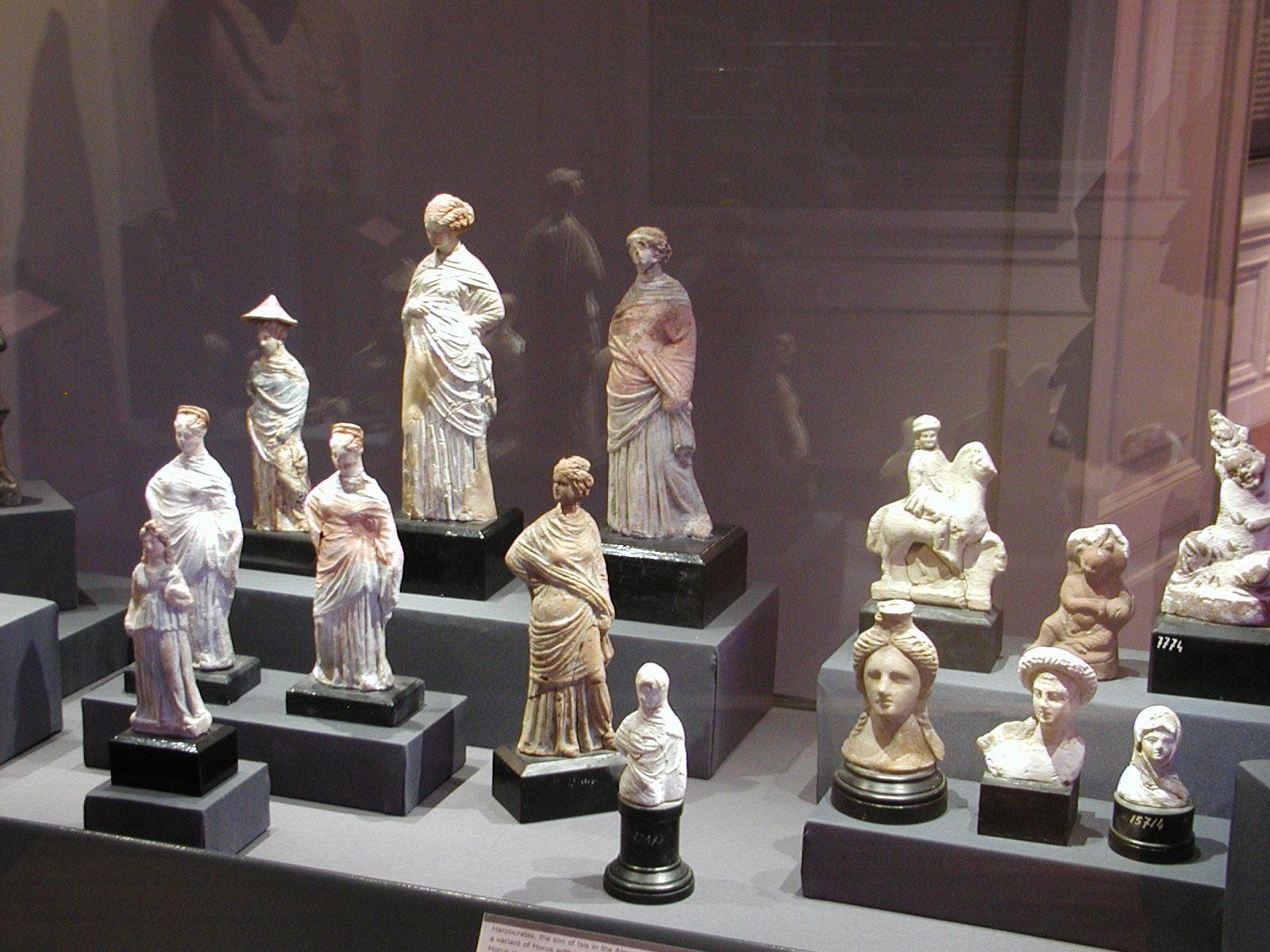
مجموعة تماثيل تناغرا
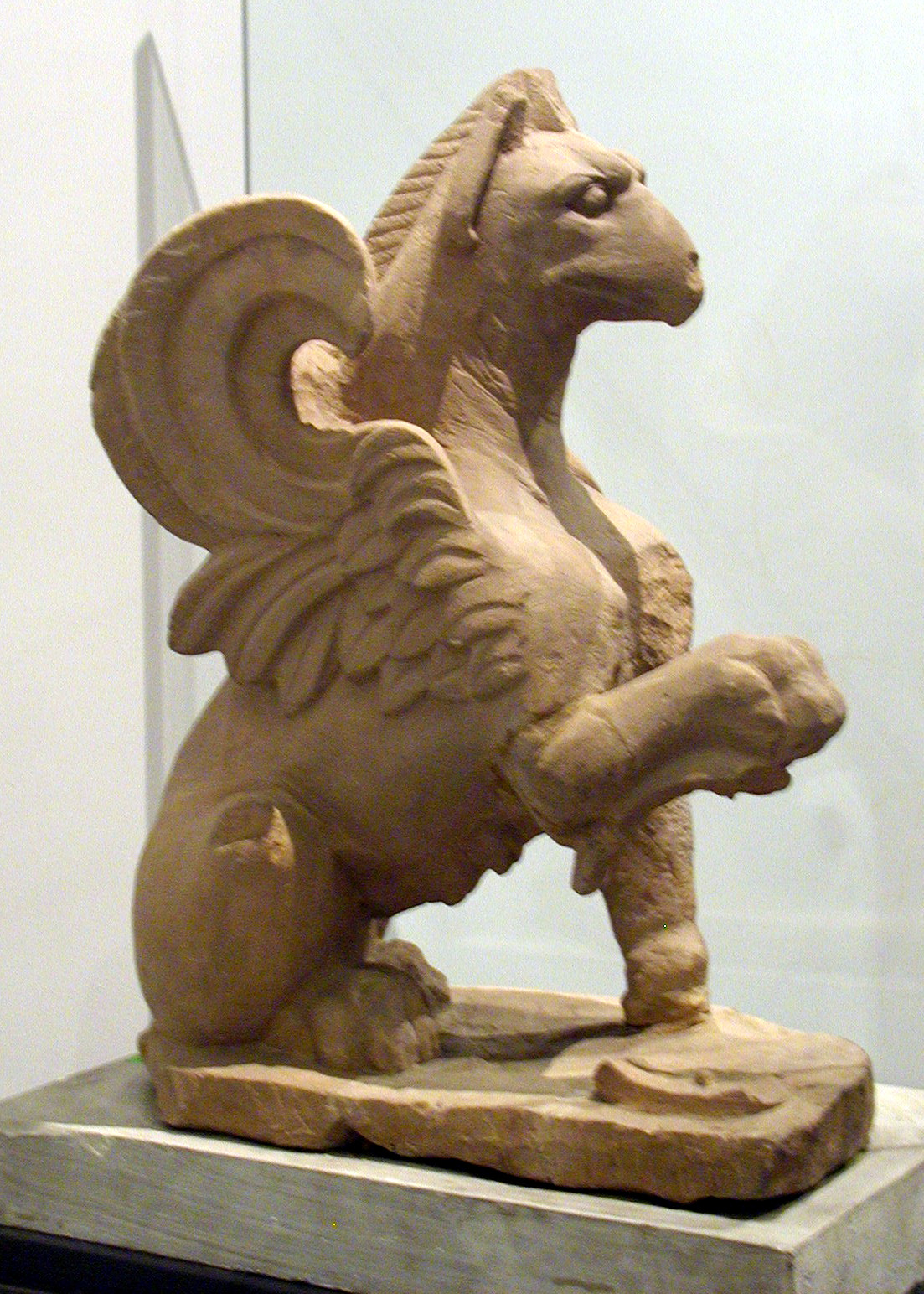
تمثال على شكل كلب أسطوري "Griffon" (عثر عليه قرب سقارة)

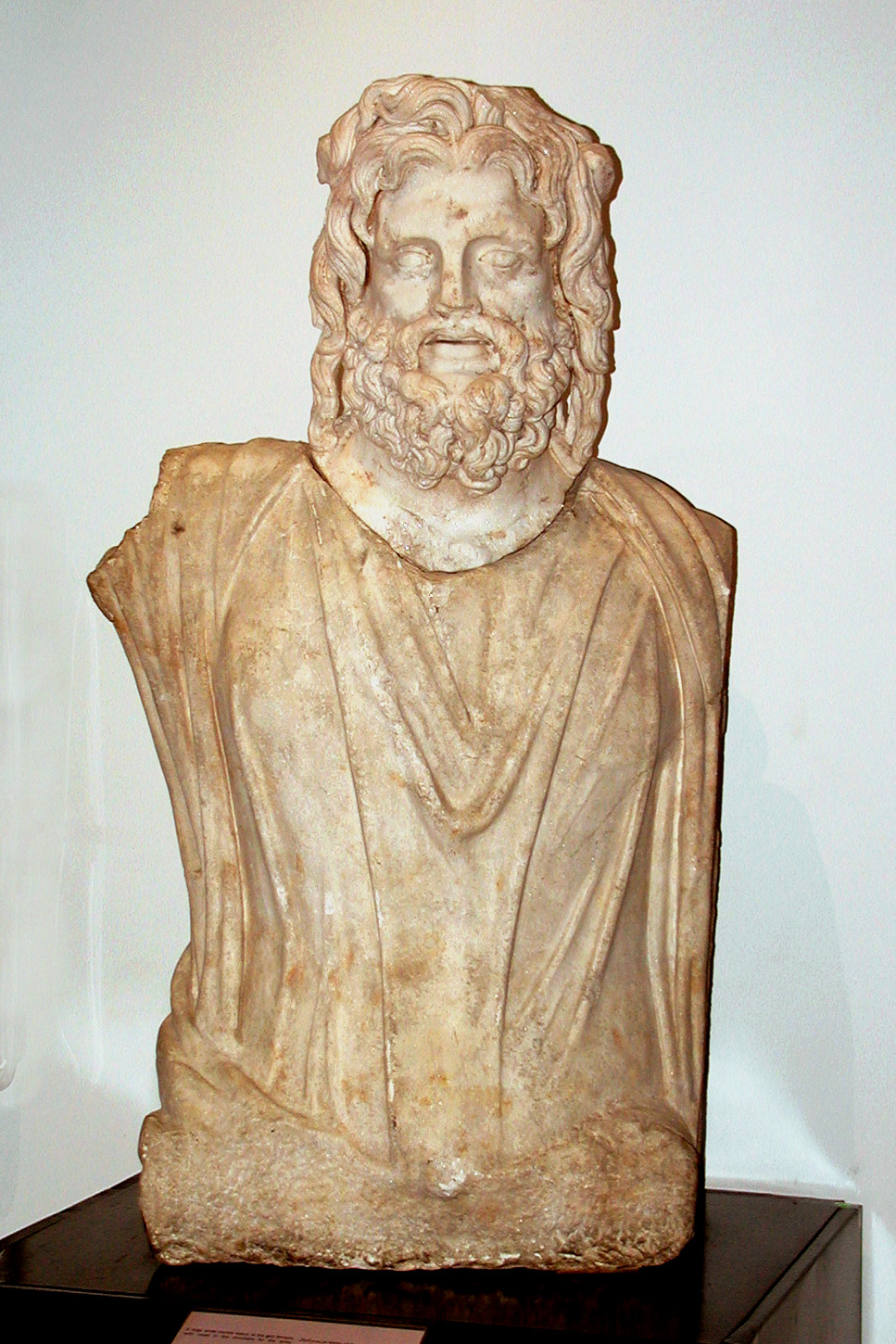
تمثال للإله سيرابيس في المثيولوجيا المصرية - الإغريقية
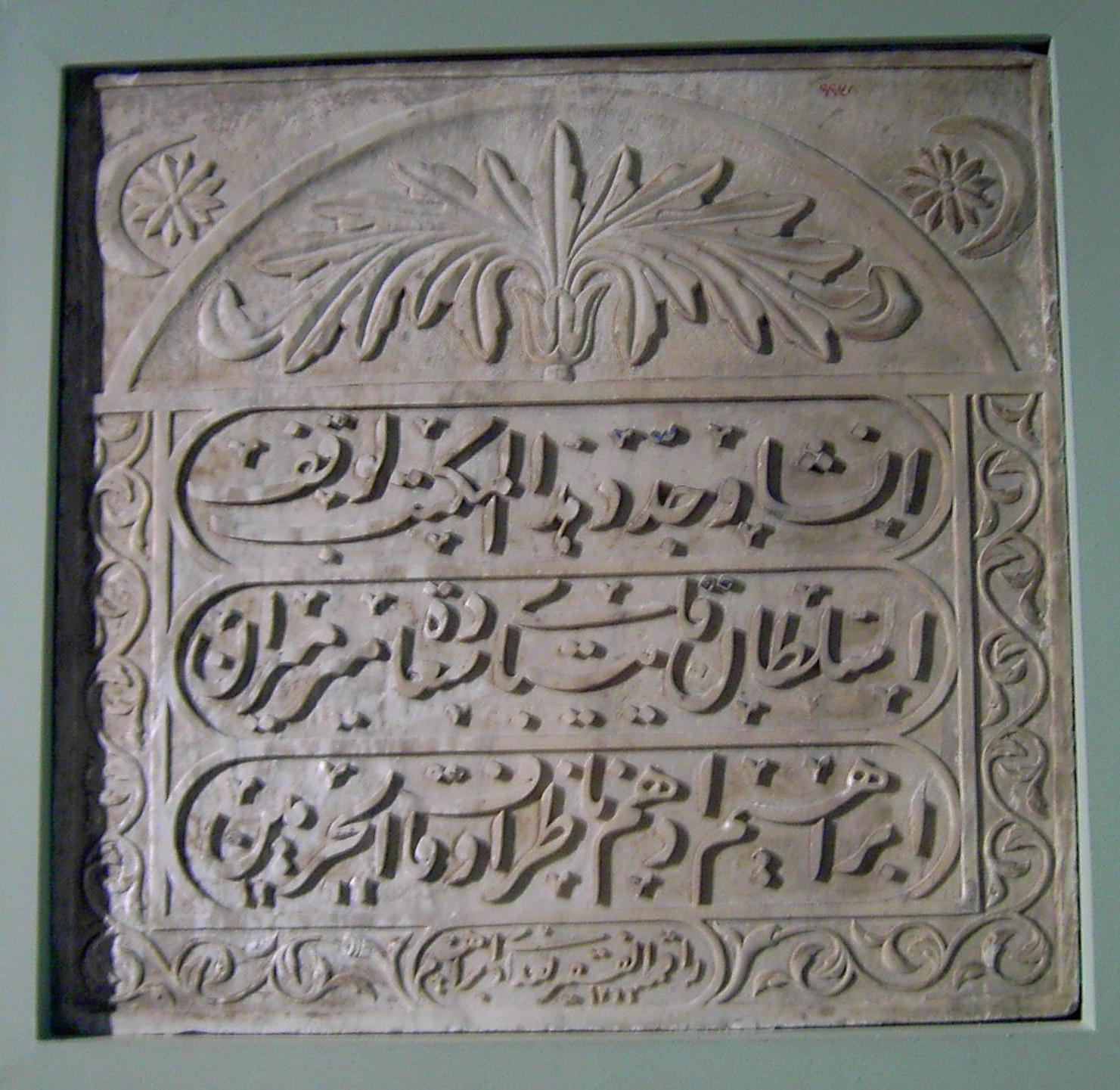
جدارية تحمل اسم السلطان قايتباي
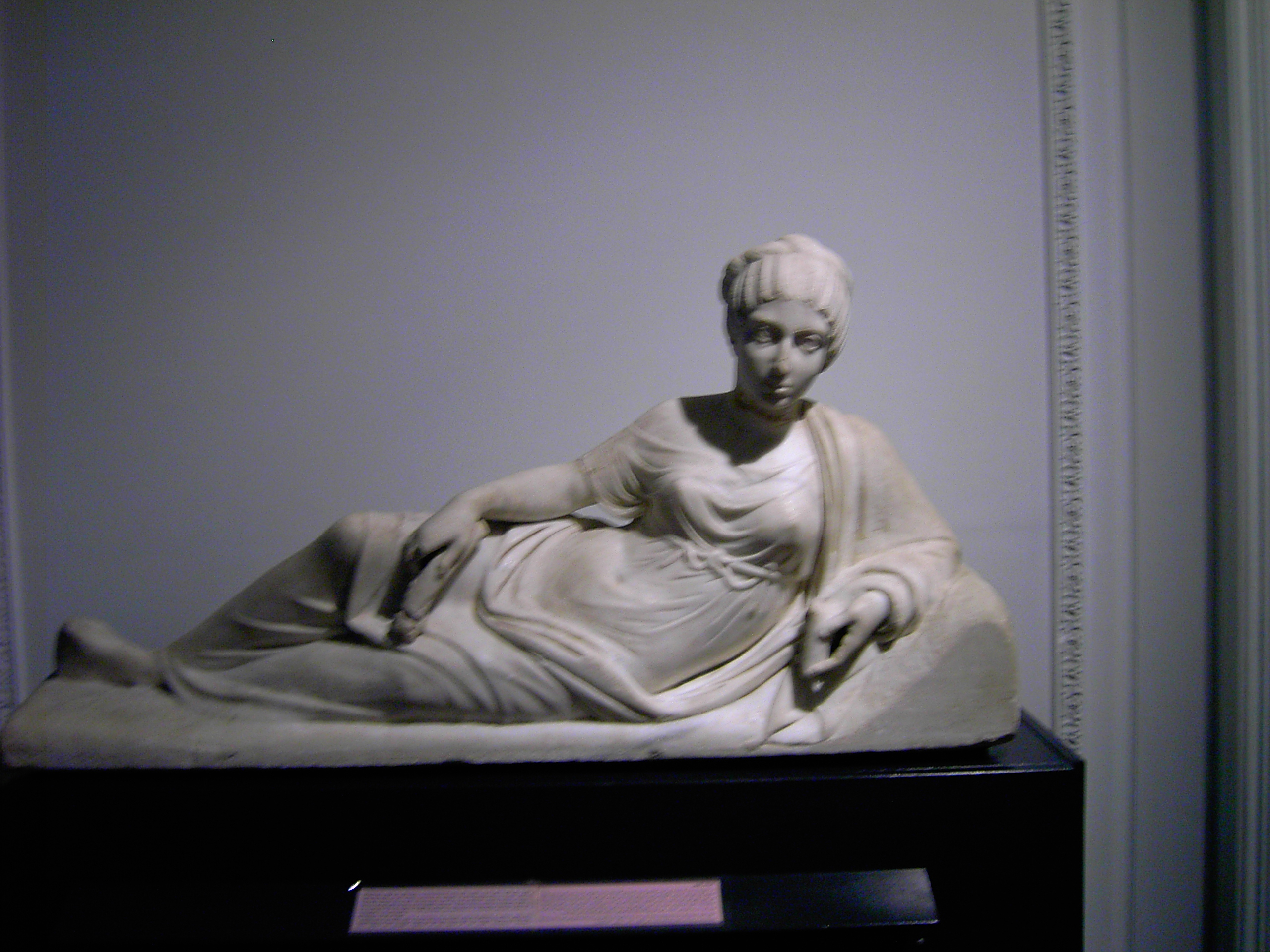
من معروضات المتحف

## وصلات خارجية
- البوابة الالكترونية لمحافظة الأسكندرية